# Ancistrobasis costulata
Ancistrobasis costulata är en snäckart som först beskrevs av Watson 1879.  Ancistrobasis costulata ingår i släktet Ancistrobasis och familjen Seguenziidae. Inga underarter finns listade i Catalogue of Life.